# Historia Żydów w Braniewie

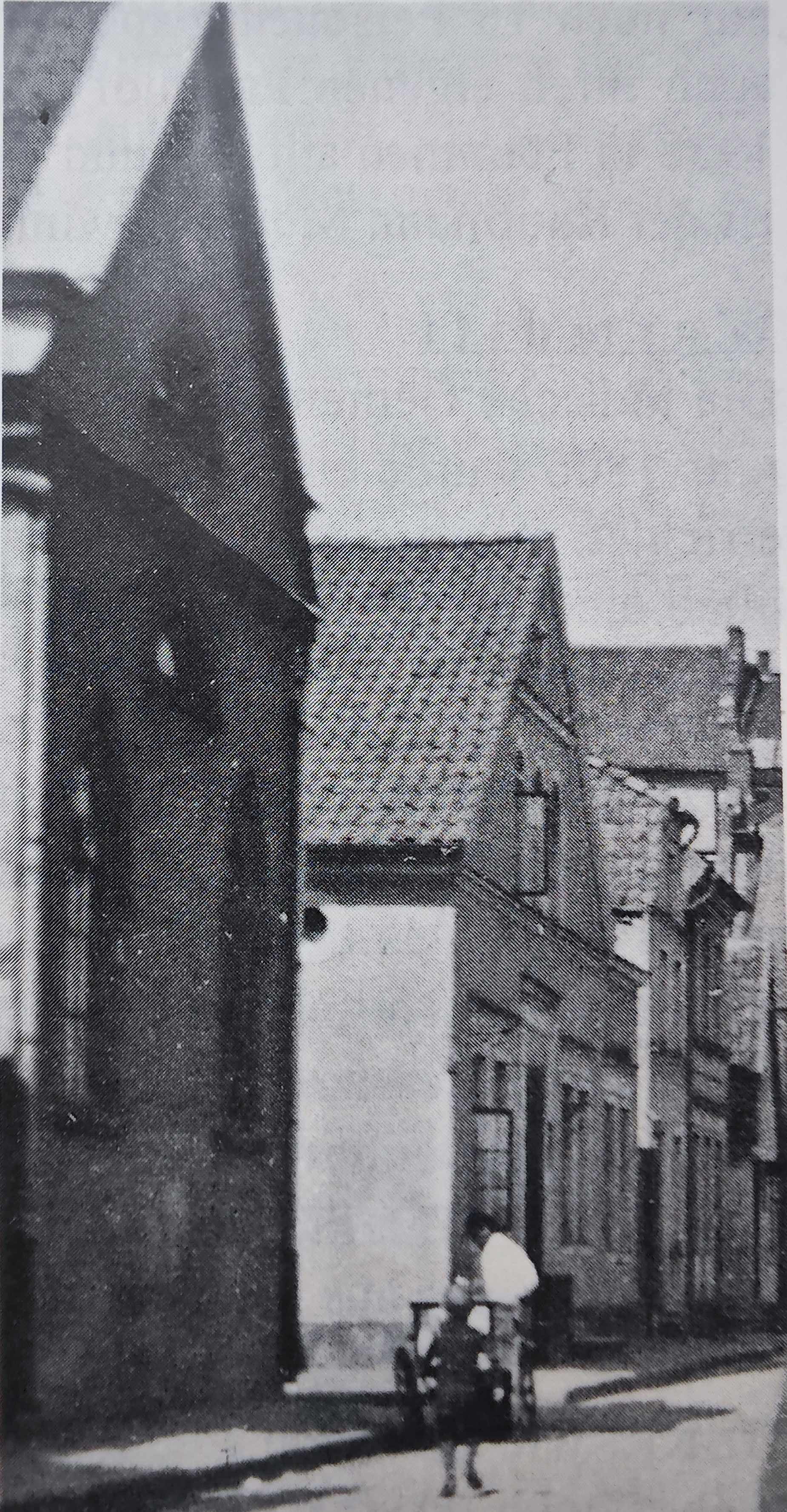
Braniewo, synagoga spalona podczas nocy kryształowej, róg Fleischerstraße i Theaterstraße

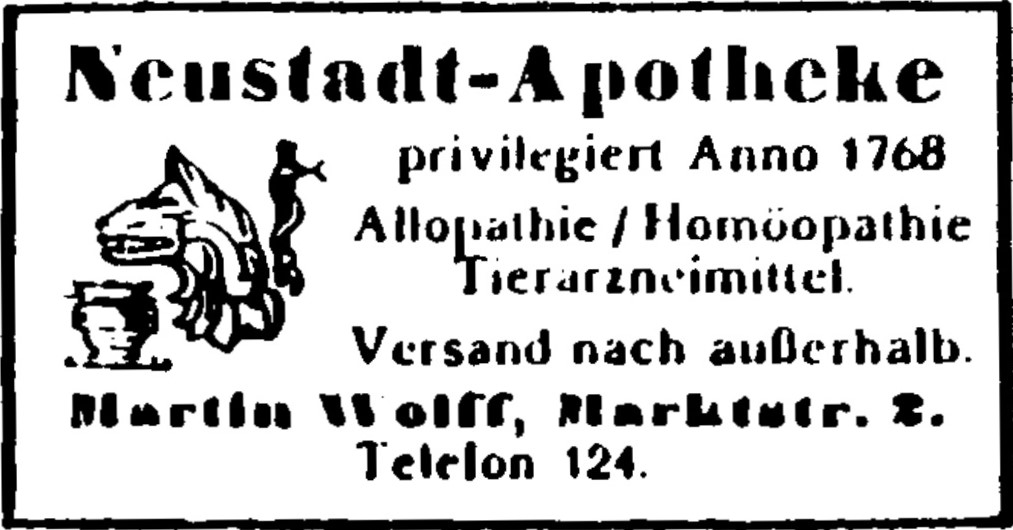
Reklama apteki Wolffa, szanowanego Żyda w Braniewie

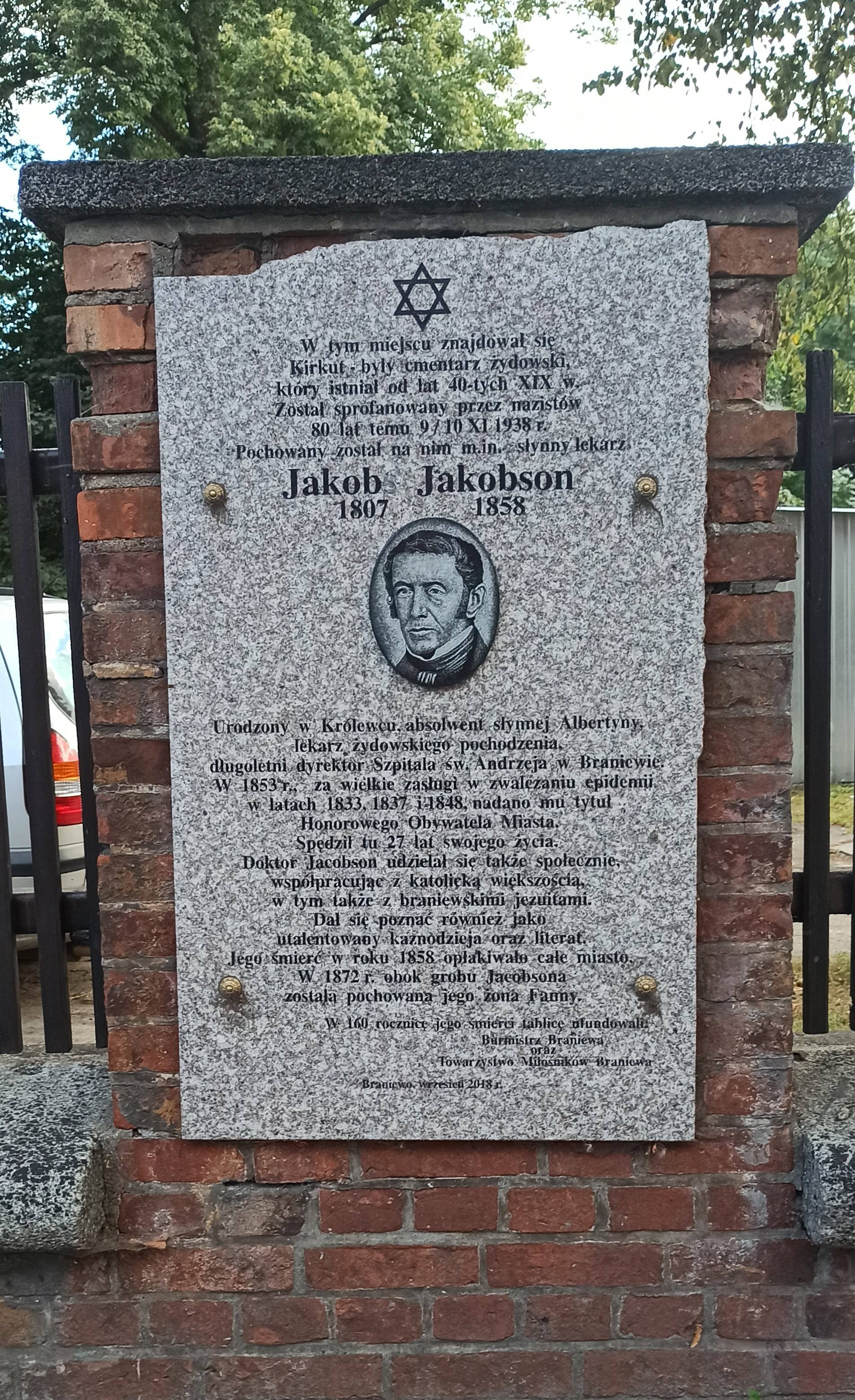
Jedyny ślad świadczący o obecności cmentarza żydowskiego – tablica odsłonięta 21 września 2018 r. poświęcona lekarzowi Jacobowi Jacobsonowi

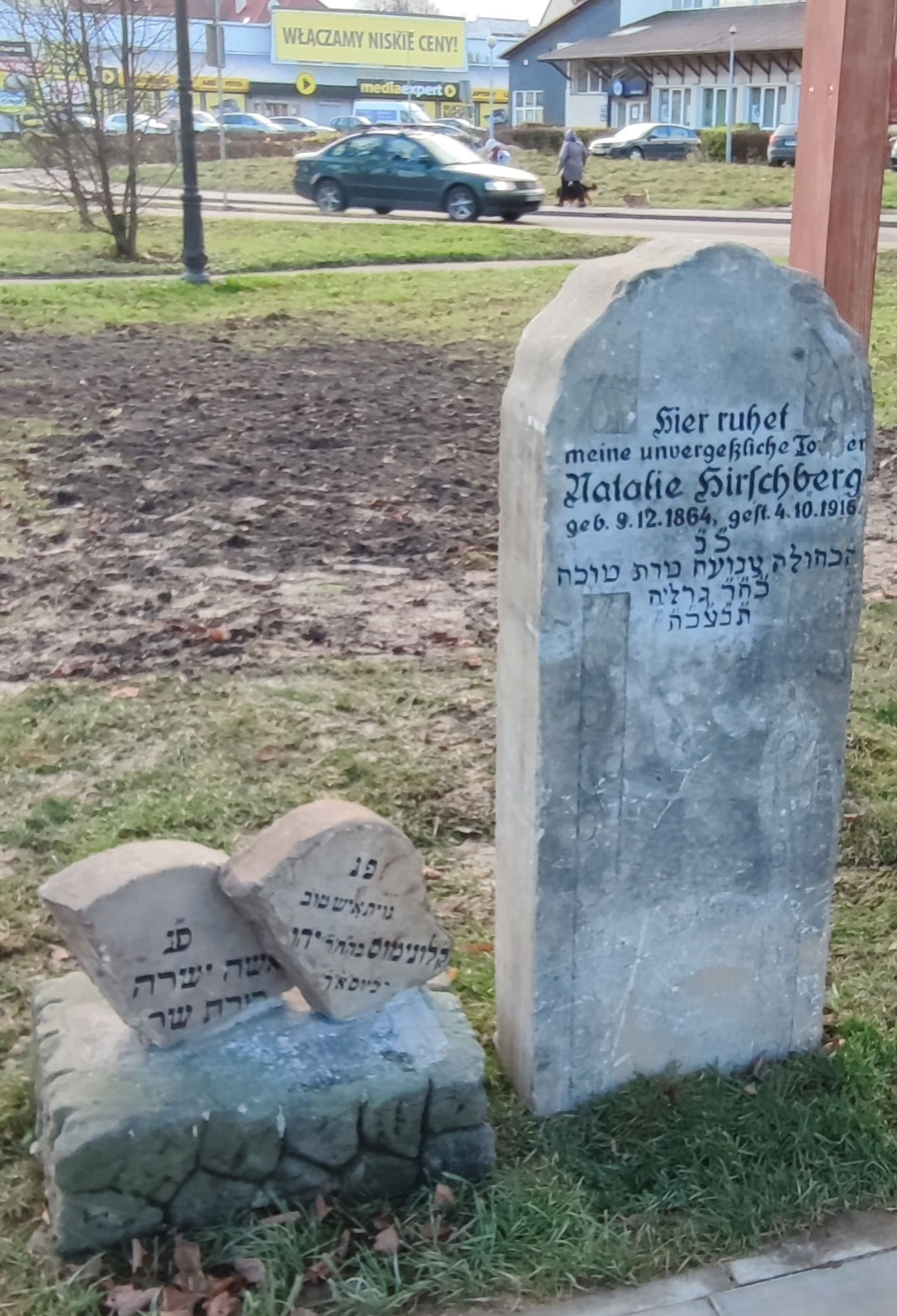
Nagrobki Żydów przeniesione do lapidarium na cmentarzu św. Jana

Pierwsi Żydzi osiedlili się w Braniewie w latach 40. XVIII wieku. Było ich niewielu i wszyscy posiadali listy ochronne wydane przez biskupa warmińskiego lub przez kapitułę biskupstwa. Pierwszym znanym osiedlonym na stałe Żydem był niejaki Filip (Philipp), który po zezwoleniu biskupa warmińskiego w 1744 otrzymał prawo do zamieszkania i handlu (tzw. status ochronny Schutzjuden).
Stała niewielka diaspora żydowska, licząca kilka rodzin, powstała w mieście na początku XIX w. Sytuację ich polepszał dekret władz pruskich z 1812 o równouprawnieniu Żydów pod względem gospodarczym i w obliczu prawa. W roku 1816 w Braniewie było tylko 16 osób wyznania mojżeszowego na 5 tys. mieszkańców a 9 lat później liczyła już 46 osób. Diaspora osiedlała się wokół głównej ulicy targowej Nowego Miasta – Marktstraße. Na początku dom modlitwy wspólnoty mieścił się w prywatnym mieszkaniu garbarza Kuhna przy Lindenstraße. W latach 1854−1855 gmina żydowska w tzw. Nowym Mieście (tj. prawobrzeżnej części Braniewa) wybudowała neogotycką synagogę przy Theatestraße 13 (obecnie w pobliżu rógu ulic Lisiej i Kościelnej), której uroczyste poświęcenie miało miejsce 7 listopada 1855 roku. Gmina została zarejestrowana w 1858 roku. Jednym z pierwszych zarządców (Vorsteher) gminy żydowskiej w Braniewie był Nathan Rosenheim, który przez wiele lat pełnił również rajcy miejskiego. Większość Żydów przybyłych do Braniewa pochodziła z Prus Zachodnich.
Gmina żydowska założyła również własny cmentarz, gdyż każda wspólnota religijna prócz własnej świątyni posiadała również oddzielne miejsce do grzebania zmarłych. Nekropolia ta powstała ok. 1835 roku w pobliżu miejsca straceń skazańców „Auf dem kahlen Berge” przy Ermländische Straße (ulica przemianowana później na Bahnhofstraße, obecnie Kościuszki). Wcześniej zmarłych chowano na małym cmentarzu wyznaniowym we Fromborku.
Z czasem gmina się rozrastała, najliczniejsza była w latach 80. XIX w. Mieszkało tutaj wówczas blisko 170 Żydów, stanowiących nieco ponad 1,5 proc. mieszkańców. Większość żydowskich sklepów, stanowiących podstawę egzystencji członków wspólnoty, znajdowała się na Nowym Mieście. Sklepy te cieszyły się dużą popularnością wśród mieszkańców Braniewa, gdyż towary w nich były tańsze, co nie było bez znaczenia dla wielodzietnych rodzin i uboższych mieszkańców. Postępowała asymilacja społeczności, ale konwersja wyznaniowa pozostawała rzadkością. W 1853 honorowe obywatelstwo miasta za zaangażowanie w zwalczaniu epidemii cholery otrzymał lekarz żydowski Jacob Jacobson. Od 1837 roku był on dyrektorem szpitala miejskiego, cieszył się również w mieście wielkim uznaniem jako lekarz ubogich. W 1932 w Braniewie miała siedzibę okręgowa gmina synagogalna. W mieście zamieszkiwało 75 Żydów na 14 157 mieszkańców (0,5%). Do gminy przynależeli także Żydzi z Fromborka (6 osób), Piatidorożnoje w obwodzie królewieckim (5 osób), Iliczowki w obwodzie królewieckim (4 osoby), Żelaznej Góry (4 osoby) oraz Świętej Siekierki (ob. Mamonowo). Zarząd gminy tworzyli: Georg Schachmann (sekretarz i skarbnik), Berthold Klein, Hermann Rosenberg, dr Julius Hirschfeld, Ernst Fuerst. Kantorem, nauczycielem i rzezakiem rytualnym był Hermann Spier. Majątek gminy stanowiła synagoga przy Theaterstraße 13 (ob. ul. Kościelna), cmentarz przy Bahnhofstraße 50 (ul. Kościuszki) oraz rzeźnia rytualna. Budżet gminny wynosił 13 606 marek, budżet kulturalny – 8203 marek, budżet dobroczynny – 400 marek, budżet szkolny – 5000 marek (1930). Nauczyciel gminny prowadził lekcje religii w dwóch szkołach, w Braniewie i Młynarach; uczęszczało na nie 10 dzieci. W latach 20. XX w. działały w mieście trzy żydowskie stowarzyszenia: Israelitischer Frauenverein prowadzony przez Paulę Klein, Israelitischer Literaturverein oraz Israelitischer Wohltätigkeitsverein. Wielu Żydów było uznanymi mieszkańcami miasta, jak np. Alfred Freimann, dr prawa i urzędnik Sądu Krajowego w Braniewie (Landgerichtsrat), Julius Hirschfeld, dr med. i uznany dentysta w mieście, jego syn Kurt Hirschfeld, lekarz ortopeda, Max Laumann – redaktor Leipziger Volkszeitung, Julius Levinsohn – doktor prawa, adwokat, Walter Lichtenstein – handlowiec i radny miasta, konwertyta, popełnił samobójstwo w 1937, ojciec profesora pedagogiki Ernsta Lichtensteina. Znanych i szanowanych było też wielu właścicieli wielu sklepów na starówce (przy Langgasse) oraz w Nowym Mieście.

## W dobie narodowego socjalizmu
Jednym z pierwszych ośrodków nacjonalizmu w Braniewie już w latach 20. XX w. był piłkarski klub sportowy RSV Braunsberg, z którego usunięto wówczas z powodu wyznania mojżeszowego lewoskrzydłowego piłkarza Cohna.
Jednym z pierwszych głośnych antysemickich wystąpień w Braniewie w okresie międzywojennym były zamieszki po zajściu w noc sylwestrową 1923/1924 roku. Zdarzenie to bardzo poruszyło i podzieliło mieszkańców Braniewa. Owej sylwestrowej nocy dwóch młodych Żydów, gości żydowskiego kupca Schachmanna, student prawa i syn kupca, zwyzywanych zostało przez piłkarzy RSV Braunsberg między innymi okrzykami „Żydzi, precz!”, „Z wami do Palestyny!” oraz zastraszonych drewnianym sztyletem. Student z Królewca Wechselmann, członek żydowskiego towarzystwa akademickiego „Makkabäa”, po strzale ostrzegawczym, oddał z rewolweru cztery strzały do napastników, zabijając jednego z prowokatorów. Duża liczba mieszkańców miasta protestowała przeciwko decyzji prokuratora o niezatrzymaniu sprawcy ze względu na domniemanie działania w samoobronie oraz braku obawy ucieczki studenta prawa. W antysemicką demonstrację przerodził się między innymi pogrzeb na cmentarzu św. Rocha zabitego Willy’ego Kirsteina. Zamieszki ustały dopiero, gdy Wechselmanna zatrzymano i osadzono w areszcie śledczym do rozprawy.
Po dojściu w 1933 NSDAP do władzy nazistowska propaganda ożywiła i podsycała antysemickie nastroje. Już w sobotę 1 kwietnia 1933 Braniewo włączyło się w nurt ogłoszonego w całych Niemczech bojkotu sklepów żydowskich (judenboykott). Przed żydowskimi sklepami w Braniewie zostały wystawione posterunki umundurowanych funkcjonariuszy bojówek SA (oddziałów szturmowych NSDAP), aby powstrzymywać mieszkańców przed robieniem zakupów w tych sklepach. Ci, którzy się jednak odważyli, byli fotografowani, a ich zdjęcia zostały wywieszone publicznie na tablicy na Adolf-Hitler-Platz (współcześnie pl. Piłsudskiego). W kolejnych latach podobne bojkoty powtarzały się wielokrotnie.
Niedługo potem, w maju 1933, naziści sporządzili listę prawników, których ze względu na żydowskie pochodzenie zamierzali pozbawić prawa wykonywania zawodu. Znalazł się na niej również adwokat z Braniewa Julius Lewinsohn. Został nawet na krótko aresztowany. Po zwolnieniu jeszcze w tym samym roku wyemigrował do Palestyny. Propaganda i szykany zmusiły również do wyjazdu z Braniewa wielu innych mieszkańców, jak 31-letni doktor ekonomii Martin Schachmann, który dzięki temu przeżył piekło holokaustu. Również w 1933 Braniewo opuścił syn aptekarza Martina Wolffa, 25-letni Hans-Georg. Przez Szwajcarię i Anglię dotarł do Stanów Zjednoczonych, gdzie skończył studia i zrobił karierę w przemyśle farmaceutycznym. W 1937 do Stanów wyemigrowała również jego siostra Hildegard. Ich rodzice – aptekarz Martin Wolff i żona Paula – nie zdążyli i zginęli w obozie zagłady w Raasiku w Estonii (Stolperstein na zdjęciu).
Kulminacją nienawiści stała się noc kryształowa z 9 na 10 listopada 1938 r. Podpalono też wówczas synagogę w Braniewie przy Theaterstraße 13, której zgliszcza niebawem rozebrano, a także sprofanowano cmentarz przy Bahnhofstraße 50 (ul. Kościuszki), który popadł w ruinę i tuż po wojnie również został zlikwidowany, a ostał się tylko fragment jego ogrodzenia, na którym w 2018 zamieszczono pamiątkową tablicę (zob.: ilustracja). Podczas kryształowej nocy rozpoczęły się również łapanki Żydów i dewastacje ich mienia, m.in. zniszczono sklep z porcelaną wdowy Gertrud Lewy przy Langgasse 70. Mieszkania i sklepy Żydów zostały następnie przymusowo odebrane właścicielom („zwangsarisiert”). W 1939 w Braniewie pozostało już tylko ok. 10 Żydów.
Wśród ofiar Holokaustu oraz osób zmarłych w czasie II wojny światowej znajdują się nazwiska 36 osób urodzonych lub mieszkających w Braniewie. Były one deportowane do gett oraz obozów koncentracyjnych. Zostały wywiezione m.in. do gett w Terezinie, Rydze, Łodzi, Kownie, Mińsku i Piaskach, miejscami ich śmierci były także obozy zagłady w Auschwitz, Treblince, Kulmhof (Chełmno) i Raasiku (niedaleko Tallinna).

## Kamienie pamięci (Stolpersteine)

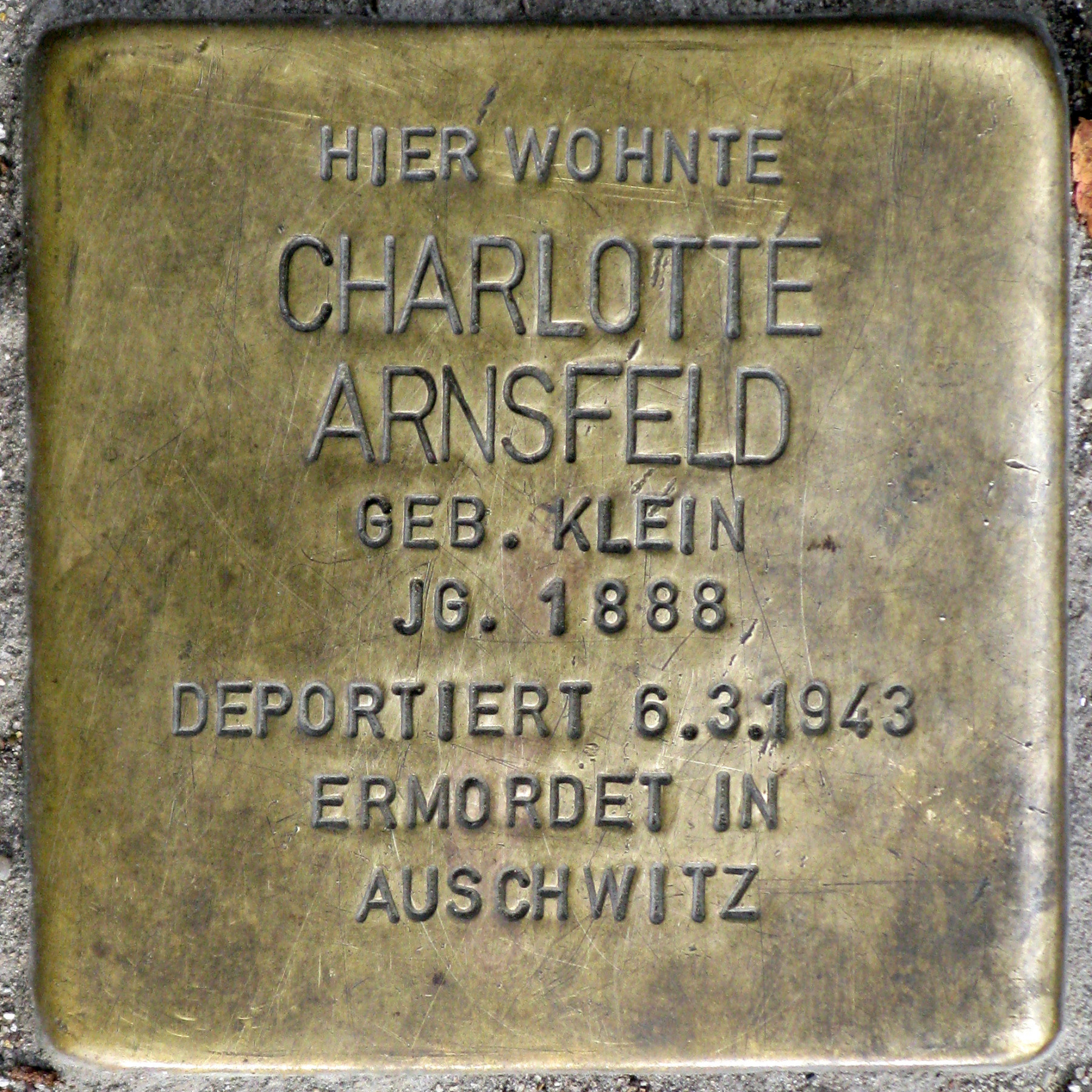
Stolperstein Charlotty Arnsfeld, jednej z wielu urodzonych w Braniewie Żydów, których zamordowano podczas wojny
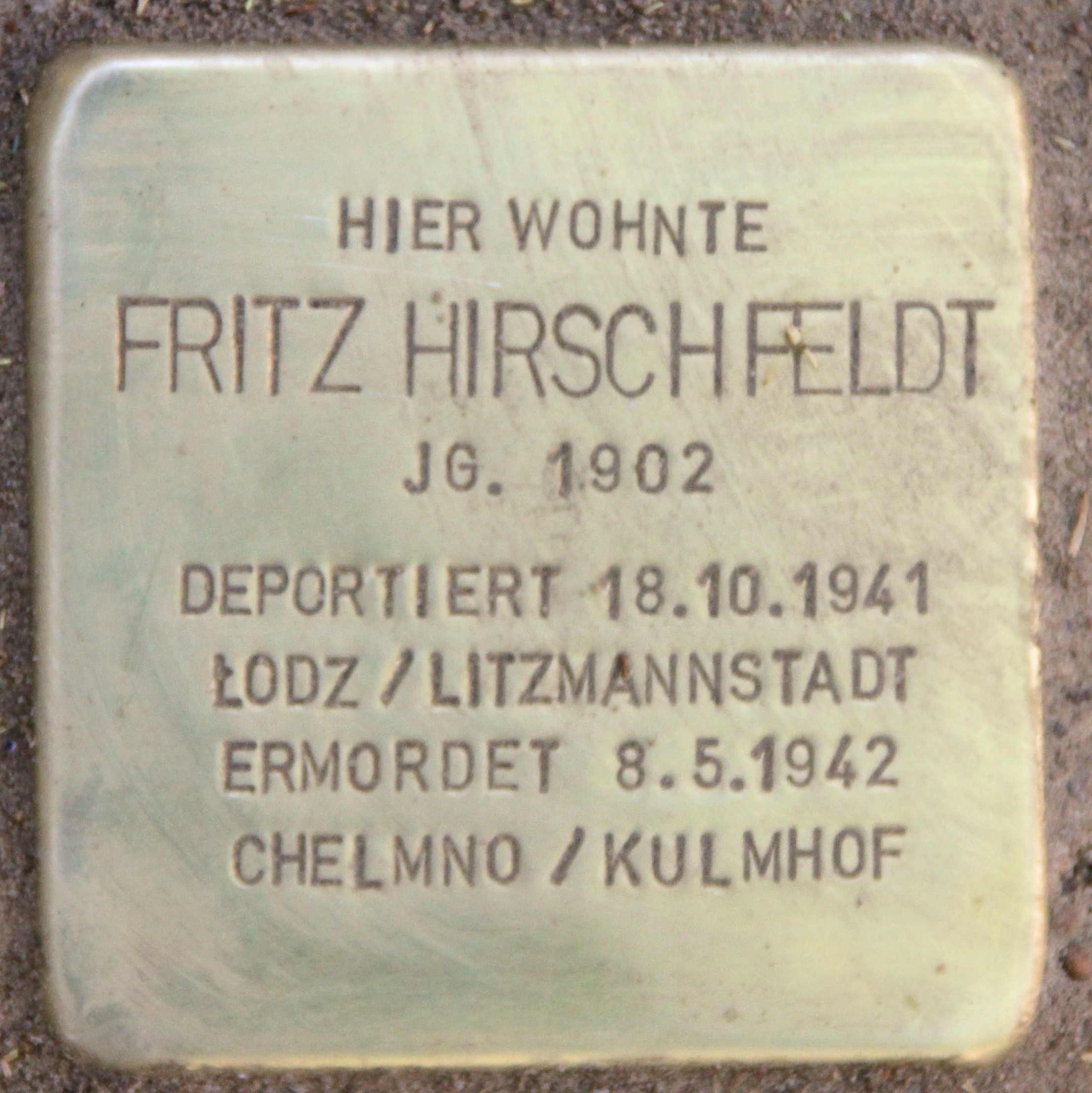
Stolperstein dziennikarza Fritza Hirschfeldta, ur. w Braniewie, zamordowanego w Chełmnie
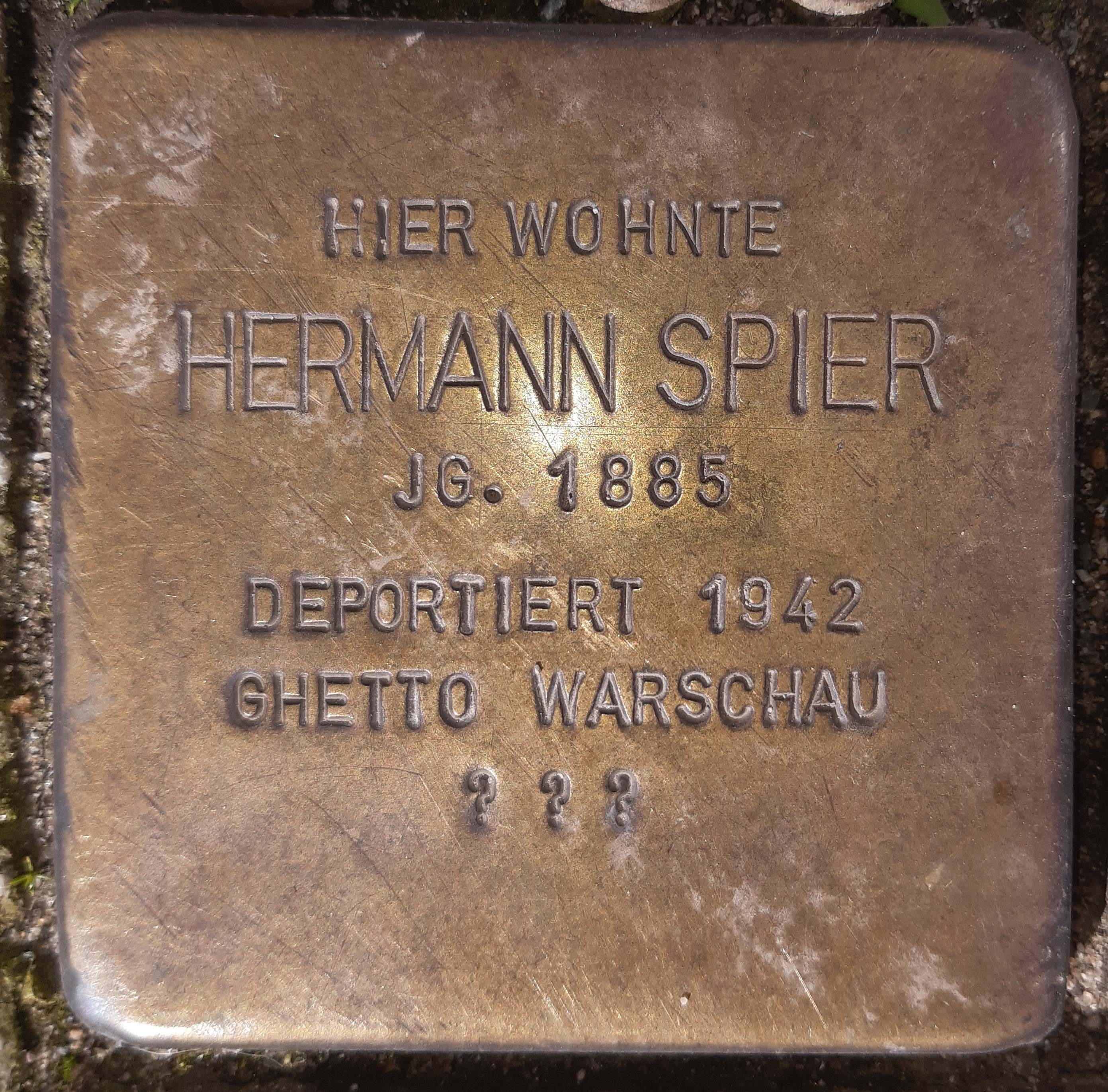
Hermann Spier, nauczyciel, kantor w synagodze, zginął w warszawskim getcie
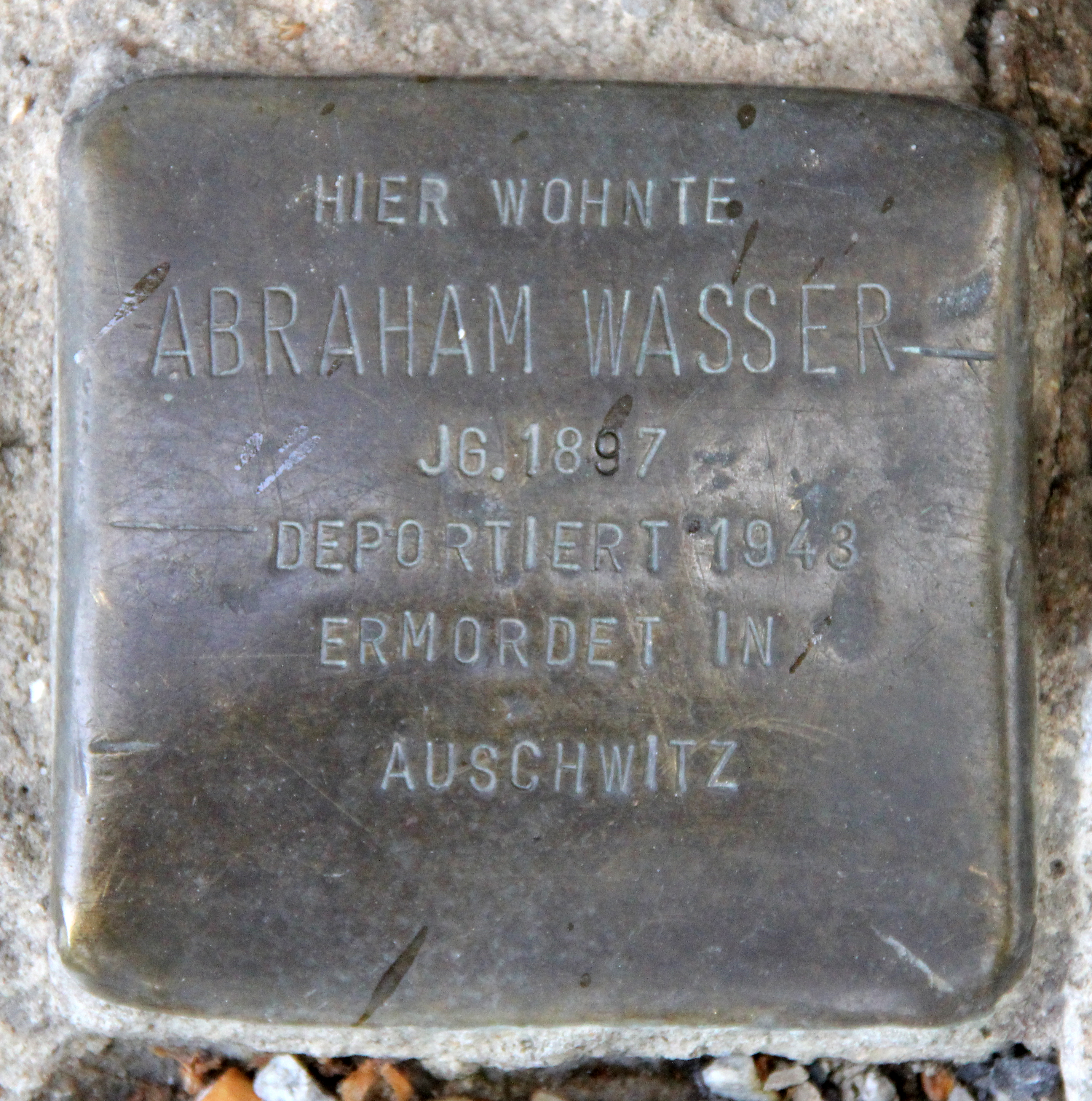
Abraham Wasser, kantor w synagodze, zginął w Auschwitz
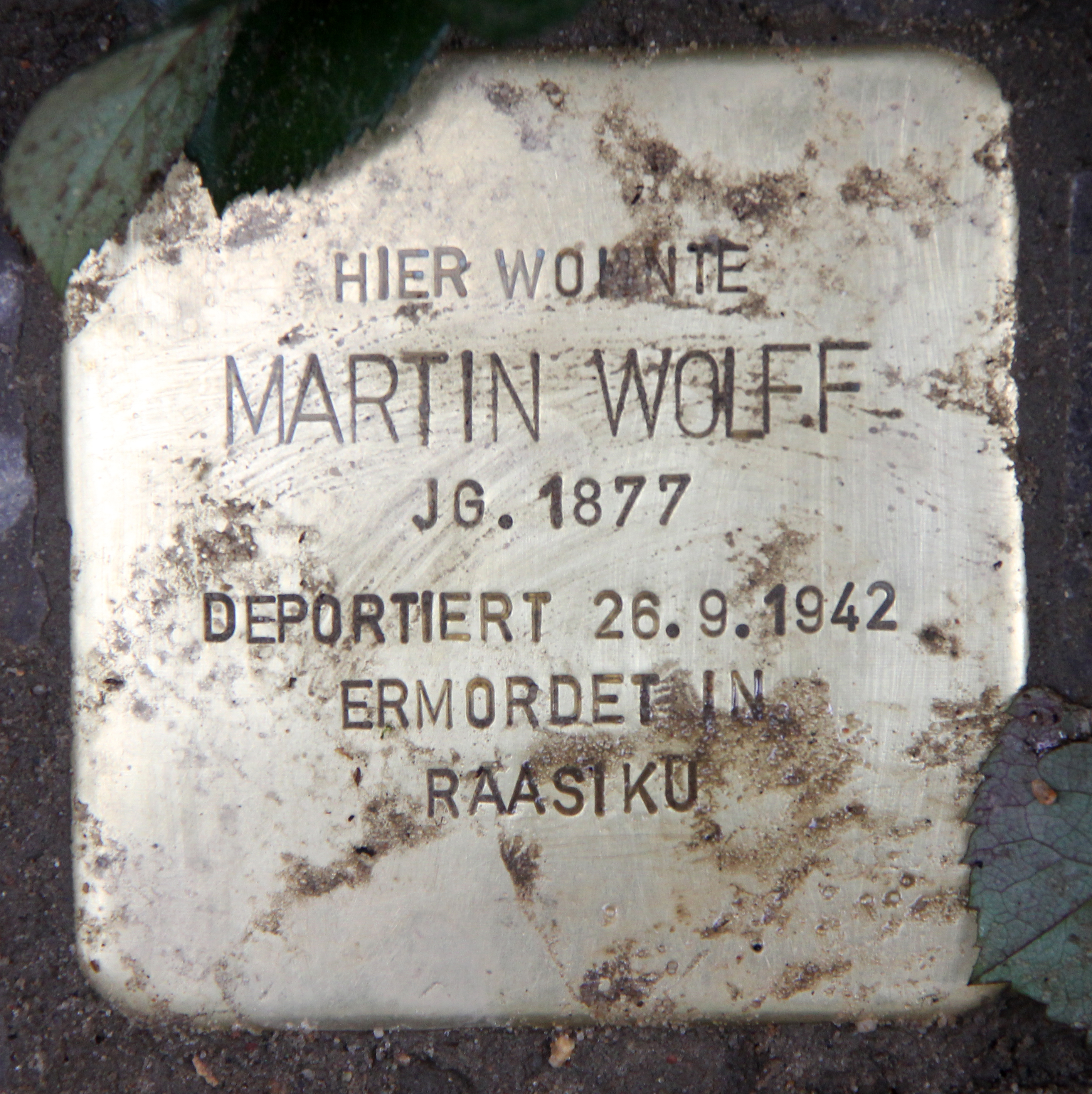
Martin Wolff, właściciel apteki przy Marktstraße, zginął w Raasiku